# 铁瓮城
铁瓮城是东汉末年，孙权在今镇江市境内所建筑的一座城池。当代考古发现的京口区境内北固山前锋、青云门街北面鼓楼岗上的一处古城墙遗址，被认为是铁瓮城遗址，被认为是镇江市境内最古老的城池。
1995年4月19日，铁瓮城遗址与镇江城东花山湾一带的东晋花山湾古城墙遗址一同以镇江古城墙遗址之名列入第四批江苏省文物保护单位。2013年3月，以铁瓮城遗址之名列为第七批全国重点文物保护单位（古遗址）。

## 历史上的铁瓮城
铁瓮城又名子城、京城。一般认为是东汉建安十三年（208年），“权自吴迁于京口而镇之”，所建筑的城池。最早的记录见于南朝顧野王《舆地志》。铁瓮城一名则最早见于唐朝人孙处元所编撰的《润州图经》。现代研究者韦正指，铁瓮城的命名不符合三国时期城池的命名方法。推测“铁瓮城”一名产生于南朝末年至唐朝。同时，研究者韦正根据孫韶“善治京城”，指出204年或205年，镇江市境内已有城池，名曰“京城”。推测孙权在208年迁于京口后，利用原有城池加固，仍名京城:42—43。
南朝顧野王《舆地志》记“吴大帝孙权所筑，周回六百三十步，开南、西二门，内外皆固以□□”:42。研究者韦正指“按五尺为步，此数合三百十五丈，即一千米左右，如此城为正方形，每边长约二百五十米”，小于孙吴在建业城所建太初宫。当是与石头城等类似的军事堡垒:43。

## 当代考古发掘
文献资料和民间传说皆指铁瓮城在北固山前锋（或称南峰）南部的鼓楼岗上:43。现为居民区，北部为镇江市烈士陵园:36。
1991年至1992年，南京大学历史系与镇江博物馆组成联合考古队，对铁瓮城西垣、北垣进行试掘。1993年以后，镇江古城考古所与镇江博物馆组成联合考古队，先后对南垣、东垣、西垣、城内建筑，以及西垣外侧的石路、城壕等遗迹进行勘探、试掘。2004年，对南门遗址进行抢救性发掘。2005年至2006年，对南门遗址进行考古勘探。历年共发掘探方、探井30余个，面积共计1182平方米。历次发现的遗迹分属孫吳、东晋、南朝等时代:36—37。

## 备注
1. ↑  原文为手写汉字，第一个汉字为左右结构，左尃右瓦，第二个汉字为上下结构，上辟下瓦[3]:43。
2. ↑  原文：“孫吳（包括公元195年孙氏占据江东至222年立国前的先吴阶段）”[4]:37。